# Pfarrkirche Raabs an der Thaya

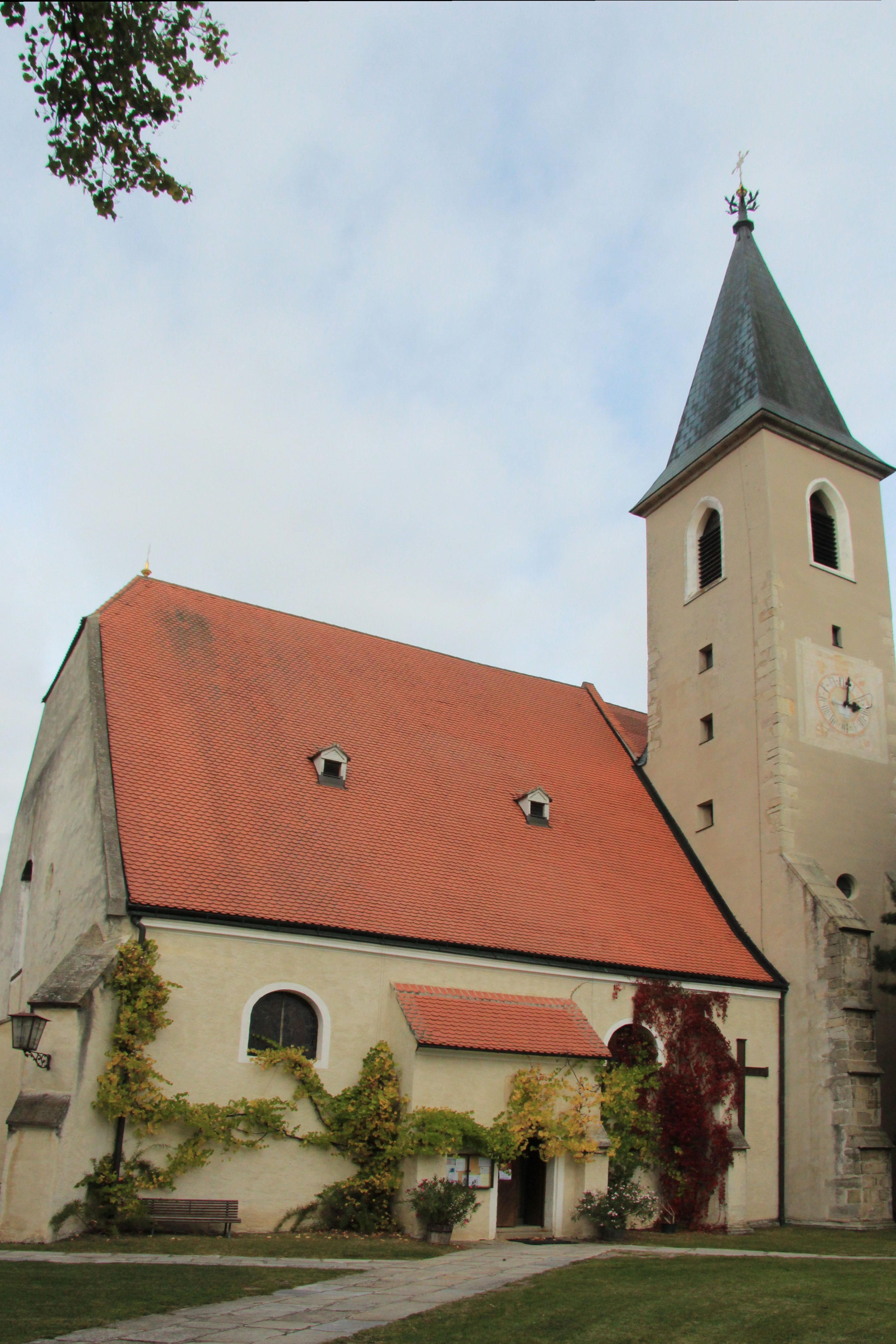
Katholische Pfarrkirche Mariä Himmelfahrt in Oberndorf in Raabs an der Thaya

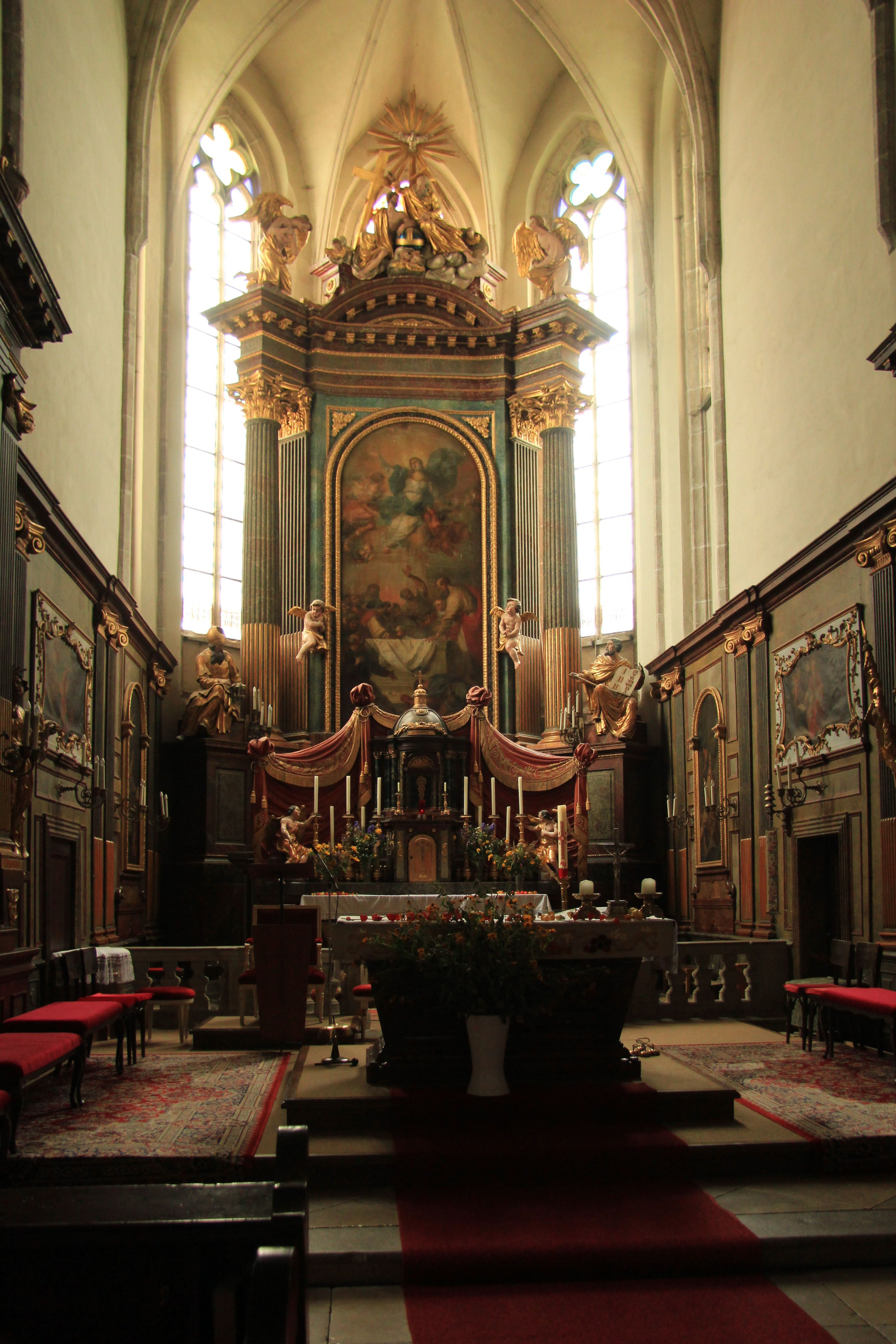
Mittelchor mit Hochaltar

Die römisch-katholische Pfarrkirche Raabs an der Thaya steht am höchsten Punkt der Siedlung Oberndorf bei Raabs in der Stadtgemeinde Raabs an der Thaya im Bezirk Waidhofen an der Thaya in Niederösterreich. Die auf das Fest Mariä Himmelfahrt geweihte Pfarrkirche gehört zum Dekanat Waidhofen an der Thaya in der Diözese St. Pölten. Die Kirche steht unter Denkmalschutz und riegelte als Wehrkirche mit dem Kirchhof und Pfarrhof und einem ehemaligen Karner den westlichen Zugang zur Burg Raabs an der Thaya ab.

## Geschichte
Eine Pfarre wurde 1189 urkundlich genannt. Die Kirche wurde als gräfliche Eigenkirche angenommen. Ein Karner wurde urkundlich 1429 genannt und um 1786 abgebrochen. Die Kirche wurde um 1860/1870, 1910/1911 und 1935/1936 renoviert und 1980 restauriert.
Der Kirchturm erhielt sein bis heute bestehendes Spitzdach im Jahr 1910. Während des Ersten Weltkriegs im Jahr 1916 wurden einige der Glocken der Kirche abgenommen und eingeschmolzen.
Die im Kern romanische Kirche wurde wohl im 13. Jahrhundert mit dem Anbau der Seitenschiffe basilikal gotisch ausgebaut, wobei der gotische Südturm über dem Südchor steht und Langhaus und Chor in etwa gleich lang sind.

## Architektur
Die Kirche ist von der Mauer des ehemaligen Friedhofs umgeben und ragt ost- und südseitig hoch über einer Geländestufe auf.
Das dreischiffige pseudobasilikale Langhaus ist unter einem Schopfwalmdach zusammengefasst. Die Westfassade zeigt sich schmucklos mit einem gotischen Hauptportal als vielfach profiliertes spitzbogiges Trichterportal aus dem 14. Jahrhundert mit einem Holztor aus dem 18. Jahrhundert. Das Langhaus hat barocke Flachbogenfenster.

## Ausstattung
Die einheitliche klassizistische Ausgestaltung des östlichen Hochchores erfolgte 1778 bis 1780. Der Hochaltar ist mit Wandverkleidungen mit Kredenzaltären verbunden, geschaffen vom Altartischler Johann W. Killian mit dem Bildhauer Johann Friedrich Schroth, die Altarbilder malte Carl Auerbach. Die Orgel aus 1768 mit 17 Registern stammt von Ignaz Gatto dem Älteren.